# Université d'État du Colorado
 (août 2013).
L'université d'État du Colorado, en anglais Colorado State University (CSU), est une université américaine située à Fort Collins, et disposant d'une antenne à Pueblo, Colorado accueillant plus de 25 000 étudiants des États-Unis et de l'étranger.

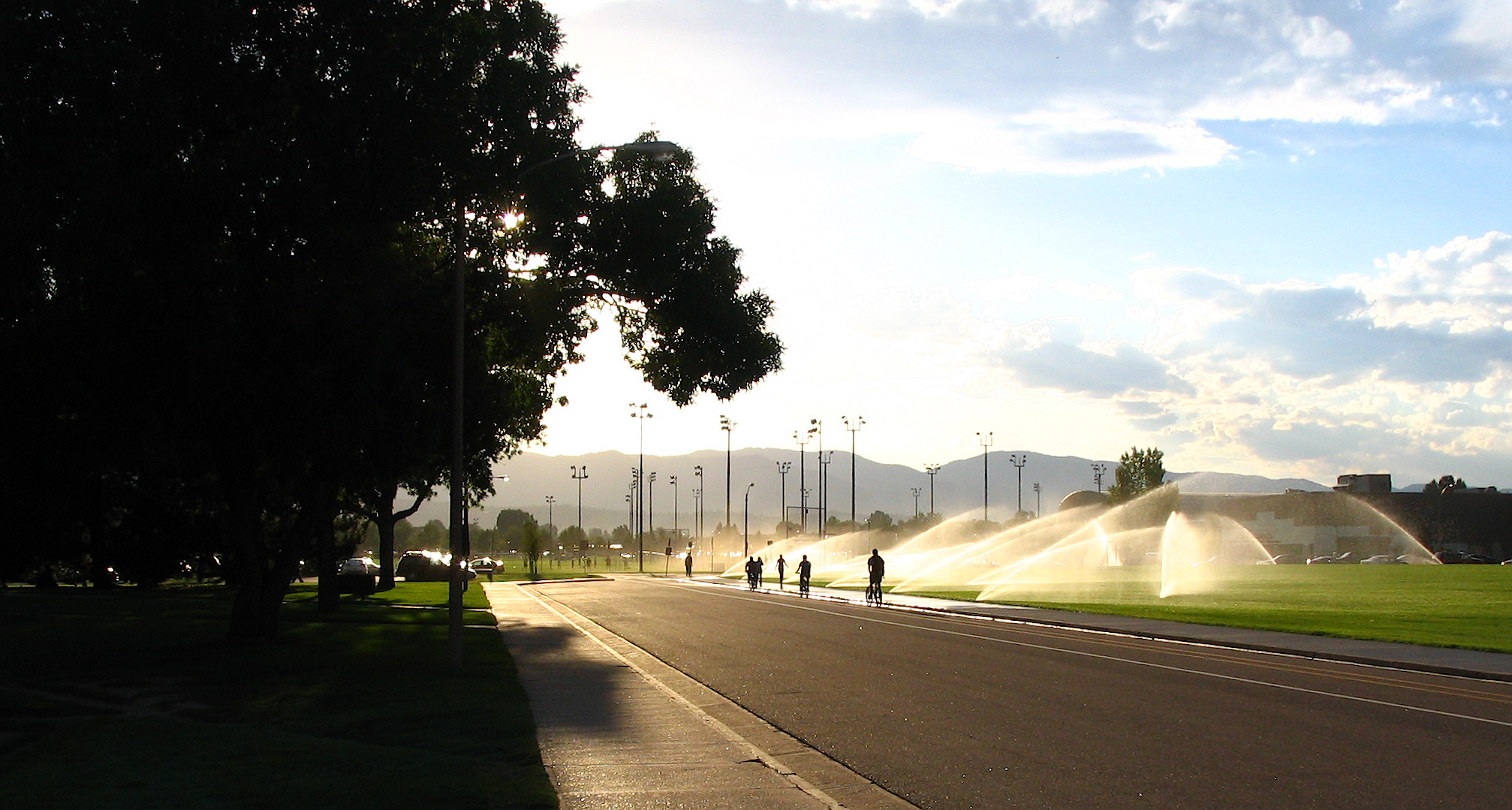
Vue du campus par l'Ouest.

Spécialisation principales : météorologie (sciences de l’atmosphère), avec plusieurs laboratoires et les radars météorologiques CSU-CHILL et Pawnee, et la chimie
Dans le domaine sportif, les Rams de Colorado State défendent les couleurs de l'université d'État du Colorado.

## Personnalités liées à l'université

### Professeurs
- Maurice Lee Maury Albertson, ingénieur civil, cofondateur du Corps de la Paix
- Theodosia Grace Ammons, département d'économie domestique, doyenne
- Raj Chandra Bose, statisticien
- Henry P. Caulfield Jr., science politique
- Jack E. Cermak, père de l'ingénierie du vent
- Robert E. Glover, ingénieur des eaux souterraines
- William M. Grat, science de l'atmosphère
- Temple Grandin, science des animaux
- Laura Mullen, poète
- Rachel Justine Pries, mathématiques
- Holmes Rolston III, père de l'éthique environnementale
- Bernard E. Rollin, défenseur de l'éthique animale
- Daryl B. Simons, ingénieur en hydraulique
- Thomas Sutherland (professeur), ex-otage du Liban

### Étudiants
- Wayne Allard, homme politique américain
- Dr Ibrahim Abdulaziz Al-Assaf, ministre des Finances
- John Amos, acteur
- David Anderson, joueur professionnel de football américain
- Al Bubba Baker, joueur professionnel de football
- Randy Beverly, joueur professionnel de football
- Baxter Black, poète des cowboys
- Susan Butcher, musher
- Keith Carradine, acteur oscarisé
- Amy Catanzano, poétesse, essayiste et professeur à la Wake Forest University en Caroline du Nord
- Mary L. Cleave, astronaute
- Jennifer K. Dick, poète et universitaire
- Dominique Dunne, actrice
- Steve Fairchild, coordonneur de l'offensive de la NF, entraîneur de football de l'université d'État du Colorado
- Martin J. Fettman, astronaute
- Clark Haggans, joueur professionnel de football, membre des Steelers de Pittsburgh au Super Bowl de 2006.
- Becky Hammon, joueuse et entraîneuse de basketball
- Yusef Komunyakaa, poète, Prix Pulitzer de la poésie 1994
- John Howell, joueur professionnel de football
- Stan Matsunaka, homme politique
- Samuel Walter, père de Chris McCandless
- Keli McGregor, président des Rockies du Colorado et joueur professionnel de football
- Mike Montgomery, entraîneur professionnel de basketball
- Sean Moran, joueur professionnel de football
- Marilyn Musgrave, homme politique
- Clint Oldenburg, joueur professionnel de football
- Angie Paccione, homme politique
- Milt Palacio, joueur professionnel de basketball
- Erik Pears, joueur professionnel de football
- Joey Porter, joueur professionnel de football, membre des Steelers de Pittsburgh au Super Bowl de 2006
- J. Wayne Reitz, cinquième président de l'université de la Floride de 1955 à 1967
- Bill Ritter, gouverneur du Colorado, ancien procureur du district de Denver
- Roy Romer, ancien gouverneur du Colorado
- Kent Rominger, astronaute
- Bailey J. Santistevan Sr., entraîneur légendaire
- Brady Smith, joueur professionnel de football
- Jason Smith, joueur de professionnel de basketball
- Kim Ung-yong
- Amy Van Dyken médaillée d'argent aux Jeux olympiques en natation
- James D. A. van Hoften, astronaute
- Bradlee Van Pelt, joueur professionnel de football
- Carol Voisin, professeur d'éthique, candidate au Congrès
- Van Wolverton, auteur